# Pricken Jansson knackar på
Pricken Jansson knackar på var SR:s julkalender 1983. Ramberättelsen till den sagosamling som förekommer i kalendern skrevs av Hans-Eric Hellberg.

## Handling
Gumman (Birgitta Valberg) gillar att berätta sagor, och har lärt känna Pricken Jansson (Anna Borg) som varje dag knackar på hennes dörr och kliver in i hennes ostädade kök för att få lyssna till sagorna.
Lilla gumman är inte mycket för att städa och baka. Men då hon ibland gör det kan det hända något ger henne en anledning att berätta en saga. Pricken Jansson tycker om sagor, och kommer därför gärna till Lilla gumman och hjälper henne med förberedelserna inför julen.
Pricken Jansson får höra berättelser ur Gåsmors sagor, till exempel sagan om "Den lilla rödhättan" (Rödluvan) och sagan om Mästerkatten.
Lilla gumman känner till sagor från olika länder, till exempel Sköldpaddan och haren från Ghana, sagan om Näcken från Jugoslavien och Katinka och kungen från Ungern. Hon kan även gamla nordiska sagor som Lucia och Korven.
Gumman berättar sagor för Pricken varje dag fram till jul, och ibland sker då av naturliga skäl missöden i köket, till exempel med pepparkaksbaket, och katten som blir skrämd när gumman snavar på trasmattan.

## Papperskalender

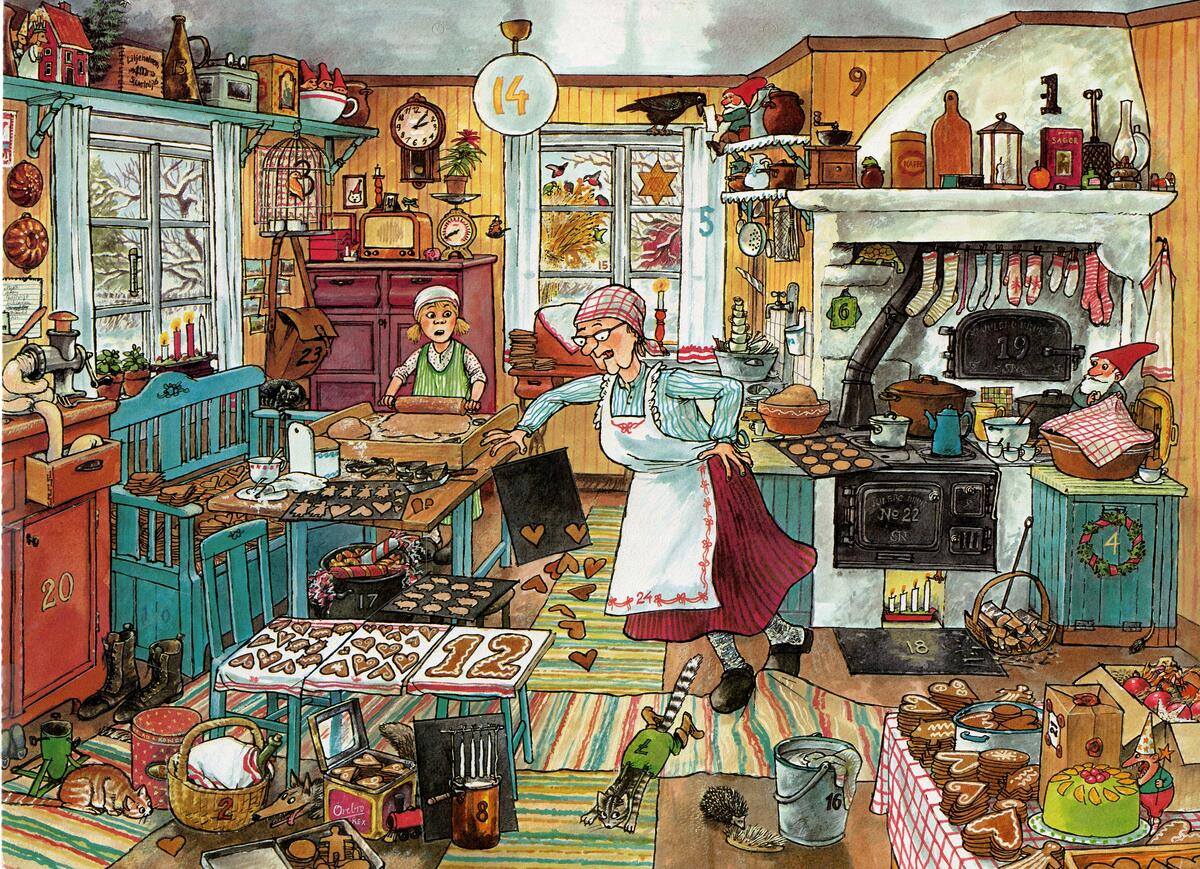
Papperskalendern

Sven Nordqvist illustrerade kalendern, som visar Gumman och Pricken Jansson som bakar pepparkakor i köket. Det finns även med en katt med gröna byxor som påminner om Findus, året innan Findus debuterade i Pannkakstårtan.

## Utgivningar
Birgitta Valbergs inläsning av sagorna utgavs samma år på kassett.

### Fotnoter
1. ↑  ”Svensk mediedatabas”. http://smdb.kb.se/catalog/search?q=%22Pricken+Jansson+knackar+p%C3%A5%22+typ%3Aradio&sort=OLDEST. Läst 5 april 2011.
2. ↑  ”Radiogodis”. Arkiverad från originalet den 23 juli 2014. https://archive.today/20140723082933/http://radiogodis.se/1983.htm. Läst 1 april 2011.
3. ↑  ”1983, Pricken Jansson knackar på”. Sveriges Radio. http://sverigesradio.se/barn/julkalendrar/1983.stm. Läst 30 augusti 2015.
4. ↑  ”Radiogodis”. http://radiogodis.se/Img/1983a.jpg. Läst 2 april 2011.
5. ↑  Sven Nordqvist, Sven Nordqvists bilder
6. ↑  ”Svensk mediedatabas”. http://smdb.kb.se/catalog/id/001891642. Läst 5 april 2011.